# Weiße Laber
Weiße Laber, er en lille biflod fra venstre til floden Altmühl i den tyske delstat Bayern. Den har sit udspring ved Neumarkt in der Oberpfalz i bydelen Voggenthal, ved det Europæiske vandskel, og løber gennem Oberpfälzer Jura (den del af 
Fränkische Alb der ligger i Oberpfalz) mod syd og munder ved Dietfurt, efter ca. 44 km ud i Altmühl. 
Der er cykelstier og vandrestier langs den idylliske flod

## Byer langs floden
- Deining
- Holnstein (bydel i Berching)
- Dietfurt

49°01′46″N 11°34′47″Ø / 49.0295°N 11.5796°Ø